# Goyocephale
Goyocephale var ett släkte av cirka 2 meter långa dinosaurier i familjen benskalledinosaurier. De levde i Asien (Mongoliet) under krita för 85 till 66-miljoner år sedan. Den hade platt skalle. Ett särskiljande drag är dess korta huggtänder
Ett av fynden utgörs av ett nästan fullständigt skelett och av delar från kraniet. Medlemmarnas bröstben var smal och lite böjd. Ett liknande släkte är Homalocephale. Enligt uppskattningar gick arterna på två ben och de hade växter som föda. Exemplaren var ungefär lika stora som en hund.